# Kanton Mortain
Mortain is een voormalig kanton van het Franse departement Manche. Het kanton maakte deel uit van het arrondissement Avranches totdat het op 22 maart werd opgeheven en de gemeenten werden opgenomen in het op die dag gevormde kanton Le Mortainais.

## Gemeenten
Het kanton Mortain omvatte de volgende  gemeenten:
- Bion
- Fontenay
- Mortain (hoofdplaats)
- Le Neufbourg
- Notre-Dame-du-Touchet
- Romagny
- Saint-Barthélemy
- Saint-Clément-Rancoudray
- Saint-Jean-du-Corail
- Villechien